# Luis Federico López Andúgar
Luis Federico López Andúgar (Murcia, Región de Murcia, 8 de mayo de 2001), más conocido como Luis López,  es un futbolista español que juega como guardameta en el Club Deportivo Mirandés de la Segunda División de España.

## Trayectoria
Natural de Murcia, es futbolista formado en la Escuela de Fútbol Murcia Promesas desde 2005 a 2012, fecha en la que ingresaría en el Real Murcia CF, donde permanecería tres temporadas.
En la temporada 2015-16, ingresa en la cantera del Real Madrid Club de Fútbol para incorporarse al cadete "B".
López iría quemando etapas en el conjunto blanco y en la temporada 2019-20, lograría el título de la Liga Juvenil de la UEFA 2019-20 en las filas del juvenil "A".
En la temporada 2020-21, formaría parte del Real Madrid Castilla Club de Fútbol en la Segunda División B de España. El 15 de noviembre de 2020, hizo su debut con el Real Madrid Castilla Club de Fútbol de la Segunda División B de España en un encuentro frente al Rayo Majadahonda. 
En las siguientes temporadas se afianzaría en las filas del Real Madrid Castilla Club de Fútbol en la Primera Federación.
En la temporada 2021-22, alternaría el puesto de tercer portero de la plantilla del Real Madrid Club de Fútbol con Toni Fuidias y aunque no disfrutaría de minutos, logró los títulos de Campeón de la Primera División de España 2021-22 y Liga de Campeones de la UEFA 2021-22.
En la temporada 2022-23, continuaría como tercer portero de la plantilla del Real Madrid Club de Fútbol. Sería el segundo guardameta del conjunto blanco en la consecución del título de la Copa Mundial de Clubes de la FIFA 2022.
El 25 de julio de 2023, firma por el CD Mirandés de la Segunda División de España por dos temporadas.

### Selección nacional
López es internacional con la selección de fútbol sub-18 de España.

## Palmarés

### Campeonatos internacionales
| Título                               | Club                       | Sede    | Año     |
| ------------------------------------ | -------------------------- | ------- | ------- |
| Primera División de España 2021-22   | Real Madrid Club de Fútbol | España  | 2022    |
| Liga de Campeones de la UEFA 2021-22 | Real Madrid Club de Fútbol | Francia | 2022    |
| Liga de Campeones juvenil            | Real Madrid C. F.          | Suiza   | 2019-20 |